# Miękki Wierch

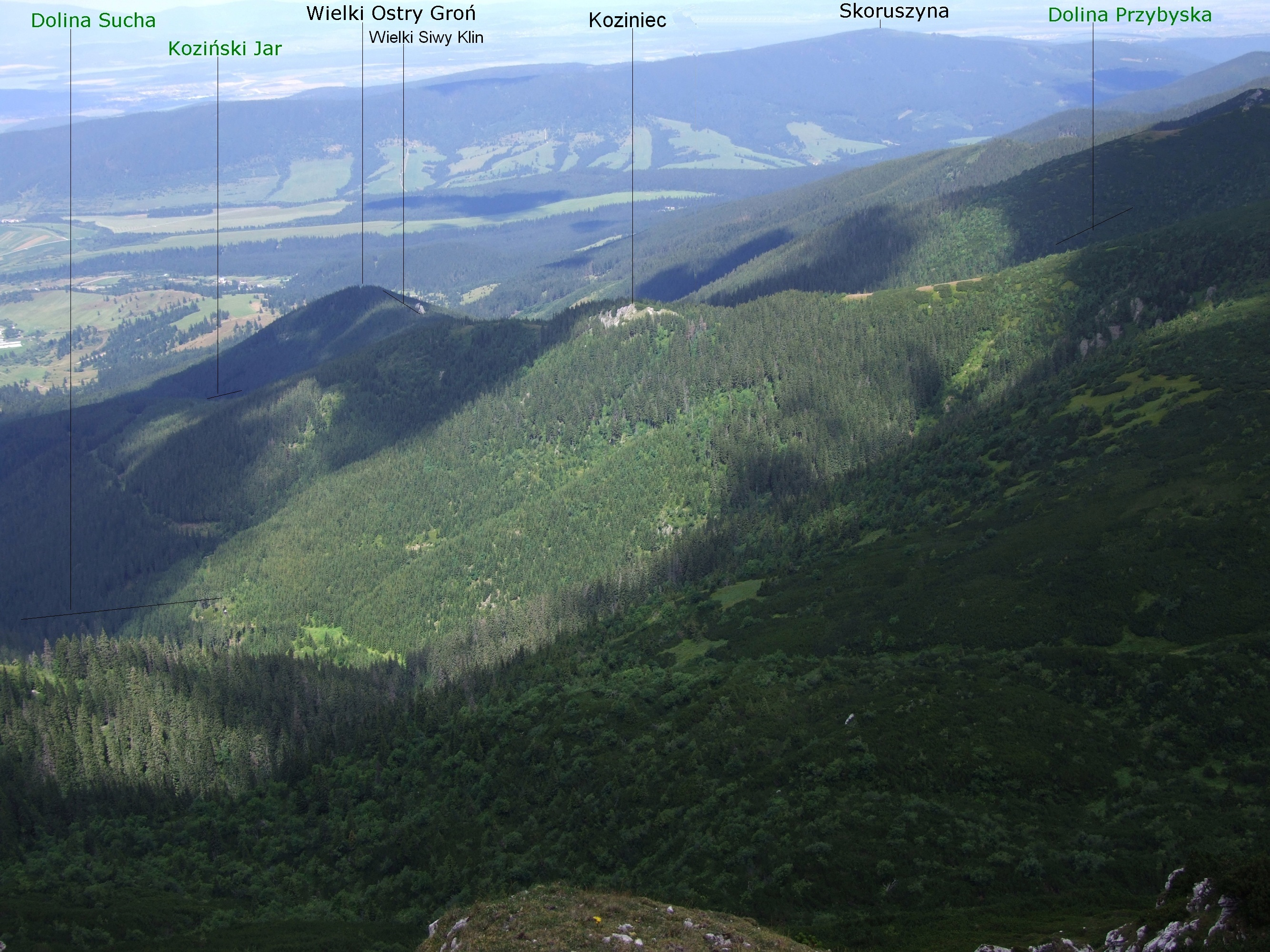
Miękki Wierch po prawej stronie Kozińca

Miękki Wierch (słow. Mäkký vrch) – znajdujący się w słowackich Tatrach Zachodnich odcinek grzbietu pomiędzy Holaniem a Kozińcem. Zaczyna się na wysokości około 1590 m niewielką kopką  w grani głównej Tatr Zachodnich pomiędzy Siwym Wierchem a Palenicą Jałowiecką i opada w północno-zachodnim kierunku do Kozińca (1462 m). Miękki Wierch oddziela górne partie Doliny Suchej od Doliny Przybyskiej (jej górna część nosi nazwę Wielkie Kliny).
Dawniej Miękki Wierch był wypasany, wchodził w skład Hali Biała Skała. Obecnie grzbiet i opadające do Doliny Suchej stoki Miękkiego Wierchu znajdują się na obszarze ochrony ścisłej Rezervácia Sivý vrch. Halizny stopniowo zarastają kosodrzewiną, nadal jednak na grzbiecie są jeszcze trawiaste obszary, pozostałości dawnego pasterstwa. Grzbietem Miękkiego Wierchu prowadzi szlak turystyczny. Dawniej był to ważny szlak komunikacyjny między Orawą a Liptowem. Z Zuberca przez Miękki Wierch, Palenicę i Dolinę Jałowiecką biegła droga wozowa, na niektórych odcinkach trudna do przejazdu.

## Szlaki turystyczne
– żółty: Zuberzec – Wielki Ostry Groń – Koziniec –  Miękki Wierch – Palenica Jałowiecka. Czas przejścia: 3:25 h, ↓ 2:40 h.